# Tư thiên đài
Tư thiên đài (司天臺, Bureau of Astronomy) là cơ quan thời Đường Trung Quốc phụ trách việc quan sát và chiêm nghiệm âm dương bói toán, các hiện tượng thiên văn, thời tiết, v.v.. Tư thiên đài coi việc suy lượng độ số của Trời, khi thấy việc tai dị hay điềm lành, vị chưởng quan Tư thiên đài là Tư thiên giám được quyền suy luận, rồi làm tấu đệ lên vua.
Nguyên từ thời Tần Trung Quốc, cơ quan Thái bộc thự thuộc Thái thường tự chuyên phụ trách việc tính âm dương bói toán. Thời Đường, đổi lại là một cơ quan riêng tên Tư thiên đài với chưởng quan là Tư thiên giám. Thời Minh trở đi, lấy tên là Khâm thiên giám.
Tại Việt Nam, thời Lê Thánh Tông, lập cơ quan tương tự như không lấy tên là Tư thiên đài mà lấy tên là Tư thiên giám thuộc bộ Lễ. Vị chưởng quan Tư thiên giám giờ là Tư thiên giám Tư thiên lệnh, trật Chánh lục phẩm, và phó quan là Tư thiên giám Giám phó, trật Chánh thất phẩm với thuộc viên là Tư thiên giám Ngũ quan chính, Tư thiên giám Tư thần lang.[1]
Thời Nguyễn, lấy tên là Khâm thiên giám.